# Lan Ngọc
Lan Ngọc (sinh năm 1948) là một nữ ca sĩ dòng nhạc nhẹ Việt Nam.

## Lịch sử
Ca sĩ Lan Ngọc sinh năm 1948 tại Sài Gòn, vốn là người gốc Bắc di cư cho nên bà có giọng nhựa rất đặc trưng.
Thuở nhỏ, do gia cảnh quá túng bấn nên bà bỏ học sớm để đi hát ở các phòng trà khắp đô thành. Lan Ngọc được giới thiệu đến nhạc sĩ Mạnh Phát để học nhạc lý. Ban đầu, bà được thầy Mạnh Phát cho tham gia ban Tiếng Thời Gian chuyên biểu diễn trên Đài phát thanh Pháp Á, sau đó lại gia nhập Đoàn Văn Tác Vụ do ông tổng trưởng Hoàng Đức Nhã quản lí, đi biểu diễn ở thôn trang và các tiền đồn để úy lạo binh sĩ cũng như dân vận.
Bà là một người bạn thân thiết của nhạc sĩ Trịnh Công Sơn và cũng là một trong những ca sĩ thường thể hiện các ca khúc của cố nhạc sĩ này. Với sự nghiệp của mình, bà được xem là biểu tượng của "hương sắc vẹn toàn" đất Sài Gòn. Cùng với Trịnh Công Sơn và các nhạc sĩ khác như Tôn Thất Lập, Thanh Tùng, Trần Long Ẩn, Từ Huy, Nguyễn Văn Hiên, Nguyễn Ngọc Thiện, Lan Ngọc là thành viên trong nhóm "Những người bạn" đã khởi xướng chương trình "Nhạc Việt cho người". Bà thường được giới mộ điệu đô thành thừa nhận là một trong những danh ca của dòng nhạc Đoàn Chuẩn - Từ Linh và đặc biệt Hoàng Thi Thơ.
Kể từ đó, Lan Ngọc là ca sĩ “nhí” nhất so với lứa đàn chị Mai Hương, Mai Hân, Quỳnh Giao, Hà Thanh, Kim Tước, Châu Hà... Bà luôn có mặt trong các chương trình ca nhạc Tiếng Thời Gian (của Mạnh Phát), Tiếng Tơ Đồng (của Văn Phụng - Hoàng Trọng), Tiếng Thùy Dương (của Châu Kỳ)... Lan Ngọc còn được nhạc sĩ Huỳnh Anh (tác giả Mưa rừng, Lạnh trọn đêm mưa, Kiếp cầm ca, Thuở đó có em... - NV) hướng dẫn nên ngày càng thăng tiến trong lĩnh vực ca nhạc. Trong rất nhiều dòng nhạc ở miền Nam dạo đó, Lan Ngọc chọn thể hiện những ca khúc tiền chiến của Đoàn Chuẩn - Từ Linh, Văn Cao, Hoàng Giác, Phạm Duy..., đôi khi bà cũng hát những ca khúc điệu Boston của Y Vân. Dạo ấy, Lan Ngọc thường hát ở các phòng trà Vân Cảnh, Queen Bee, Maxim's, Đêm Màu Hồng... Nổi tiếng rồi nhưng mỗi đêm không bố thì mẹ vẫn thay nhau đưa đón, cho đến một ngày họ “nhượng quyền” đưa đón con gái mình cho một thanh niên có được sự tín nhiệm, đó là chàng bác sĩ - bạn của anh Lan Ngọc.
Năm 1972, Lan Ngọc thành hôn với một bác sĩ và hai người có một con gái sau đó 10 năm.
| “          | Sau năm 1975, chúng tôi có lập một phái đoàn do nghệ sĩ Kim Cương dẫn đầu, ra Bắc gặp lại các văn nghệ sĩ nổi tiếng từ trước 1954 như ông Đoàn Chuẩn, ông Văn Cao, cụ Nguyễn Tuân... nhưng tiếc nhất là không gặp được Dzoãn Mẫn. Sau này có người hỏi ông, thế theo ông ai là người thể hiện ca khúc Biệt Ly mà ông ưng ý nhất, ông đáp là Lan Ngọc. Mặc dù cho đến bây giờ tôi chưa hề có cơ hội được gặp ông. | ” |
| — Lan Ngọc | |   |

Sau 1975, bà vẫn tiếp tục hoạt động văn nghệ nhưng bắt đầu ít hơn trước, bà dành thời gian nhiều cho cuộc sống gia đình. Sau khi Trịnh Công Sơn qua đời, bà thường xuyên biểu diễn tại một quán cà phê nhạc sống chuyên hát nhạc Trịnh, cũng như nhiều chương trình âm nhạc khác tưởng nhớ vị cố nhạc sĩ này. Ở giai đoạn cuối thập niên 1980 sang đầu thập niên 1990, Lan Ngọc là một trong những gương mặt quen thuộc của sân khấu ca nhạc trẻ Sài Gòn, thường xuyên lên sóng truyền hình. Bà được coi là một trong những giọng ca rất đặc biệt của Phong trào Ca khúc Chính trị (gồm Lan Ngọc, Hồng Vân và Trang Kim Yến) bên cạnh những giọng ca ăn khách nhất đương thời như Bảo Yến, Nhã Phương, Thế Hiển, Nguyễn Hưng, Lê Tuấn.
Năm 2010, bà là một trong những giám khảo cho cuộc thi hát nhạc Trịnh Công Sơn diễn ra tại thành phố Hồ Chí Minh. Khoảng năm 2013, bà thường biểu diễn tại các phòng trà Ân Nam, Tiếng Xưa cùng với nghệ sĩ ưu tú Hồng Vân. Sau 2014, bà sang Mỹ định cư cùng con gái và các cháu, nhưng vẫn giữ quốc tịch Việt Nam.

## Sự nghiệp
Lan Ngọc từng để lại ấn tượng cho khán giả với bài "Cánh hoa bay" của nhạc sĩ Giáp Văn Thạch. Mặc dù từng trình bày các ca khúc khác như "Tình" của Y Vũ, "Trở về bến mơ" của Ngọc Bích, "Vần thơ thương nhớ" của Hoàng Thi Thơ, "Cánh hoa dầu" của Giáp Văn Thạch, "Suối mơ", "Đêm thu", Lan Ngọc đã cùng SaiGon Audio xuất bản một album chỉ gồm các bài hát của Trịnh Công Sơn, có tên là Phôi Pha.

### Băng dĩa
- Cánh hoa duyên kiếp
- Cô hàng cà phê — Màu thời gian 3
- Lối nhỏ vào đời
- Lời Bác dặn trước lúc đi xa
- Mây trắng bay
- Một cõi đi về — TK Trịnh Công Sơn
- Mười tình khúc chọn lọc — Trịnh Công Sơn
- Nguồn sống bao la : Y Vân, Y Vũ và hãng dĩa Continental
- Nhớ về quê em
- Những tình khúc một thời vang bóng — Giọt mưa thu : Trần Nhật Vy và Công ty văn hóa tổng hợp Quận 11
- Phôi pha : Vafaco
- Quê hương chiến tranh : Hoàng Thi Thơ, THVN9 và hãng dĩa Nghệ Thuật
- Suối mơ
- Tạ từ
- Tiếng hát Lan Ngọc — Mười tình khúc tiền chiến : Saigon Audio (1997)
- Tình ca mùa xuân
- Tú Quỳnh đặc biệt Noel
- Tuyển tập PNF
- Yêu em đã muộn rồi
- Yếu trong cuộc đời : Băng nhạc Sống 1 (1970)

### Ca khúc
- Bên tượng đài bác Hồ
- Bến xuân
- Biệt ly
- Buồn tàn thu
- Cánh hoa bay
- Cánh hoa duyên kiếp
- Chiều trên quê hương tôi
- Cô láng giềng
- Con thuyền không bến
- Cỏ úa
- Cuối cùng cho một tình yêu
- Dừng bước
- Đêm đông
- Đêm thu
- Em còn nhớ hay em đã quên
- Gái xuân
- Giáo đường im bóng
- Giọt mưa thu
- Gọi tên bốn mùa
- Gửi gió cho mây ngàn bay
- Lá đổ muôn chiều
- Lạnh lùng
- Lá thư
- Lệ đá
- Linh hồn tượng đá
- Lời Bác dặn trước lúc đi xa
- Lời con xin Chúa
- Lời cuối cho cuộc tình
- Lời hỏi mẹ
- Lời mẹ ru
- Hàng me sóng đôi (Bằng Linh, Trần Mạnh Hảo)
- Hãy khóc đi em
- Hoa xuân ca
- Khói lam chiều
- Mơ hoa
- Một buổi chiều mơ
- Một đời người một rừng cây
- Mùa thu tình yêu
- Mùa xuân tình yêu
- Mưa rơi
- Ngày về (Hoàng Giác)
- Ngày vui qua mau
- Ngày xưa
- Nhớ mùa thu Hà Nội
- Nhớ về quê em
- Như cánh vạc bay
- Nụ cười sơn cước
- Nụ hồng
- Rồi mai tôi đưa em
- Ru con tình cũ
- Phôi pha
- Phố vắng em rồi
- Sài Gòn mùa xuân
- Suối mơ
- Tà áo xanh
- Tầm xuân
- Thành phố mùa xuân
- Thu cô liêu
- Tiễn bước sang ngang
- Tình
- Trăng thu
- Trở về bến mơ
- Từ đó em buồn
- Vần thơ thương nhớ
- Xuân và tuổi trẻ
- Xin Chúa thấu lòng con
- Xin đừng chờ em nữa
- Xóm đêm
- Yêu em đã muộn rồi

### Tư liệu
- The Jimmy Show | Ca sĩ Lan Ngọc | SET TV 56.5 | www.setchannel.tv
- The Jimmy Show | Lan Ngọc | SET TV www.setchannel.tv
- Những mỹ nhân tuyệt sắc của làng nghệ thuật Sài Gòn trên hình bìa tạp chí Kịch Ảnh năm 1957
- Ca sĩ phòng trà: Lan Ngọc - Hát suốt 40 năm và hơn nữa...